# Tórtola de Henares
Tórtola de Henares è un comune spagnolo di 1.384 abitanti (1º gennaio 2024) situato nella comunità autonoma di Castiglia-La Mancia.

## Origini del nome
Il nome Tórtola, viene dal toponimo Torela o Tortolla. In alcune mappe del XII secolo il paese appare con tale nome, che significa "piccola torre", forse a causa del fatto che non vi resideva nessun nobile che poteva distinguersi in quanto ai servigi prestati alla corona di Spagna. Si è ipotizzato che a Tórtola esistesse una bertesca islamica, facente parte della linea di vigilanza dell'Henares.
L'Henares è il fiume che scorre nel territorio del paese. Il nome deriva dalla parola castigliana henar, che significa campo di fieno. Il nome è dovuto alle coltivazioni di fieno che anticamente venivano praticate nel bacino.

## Storia

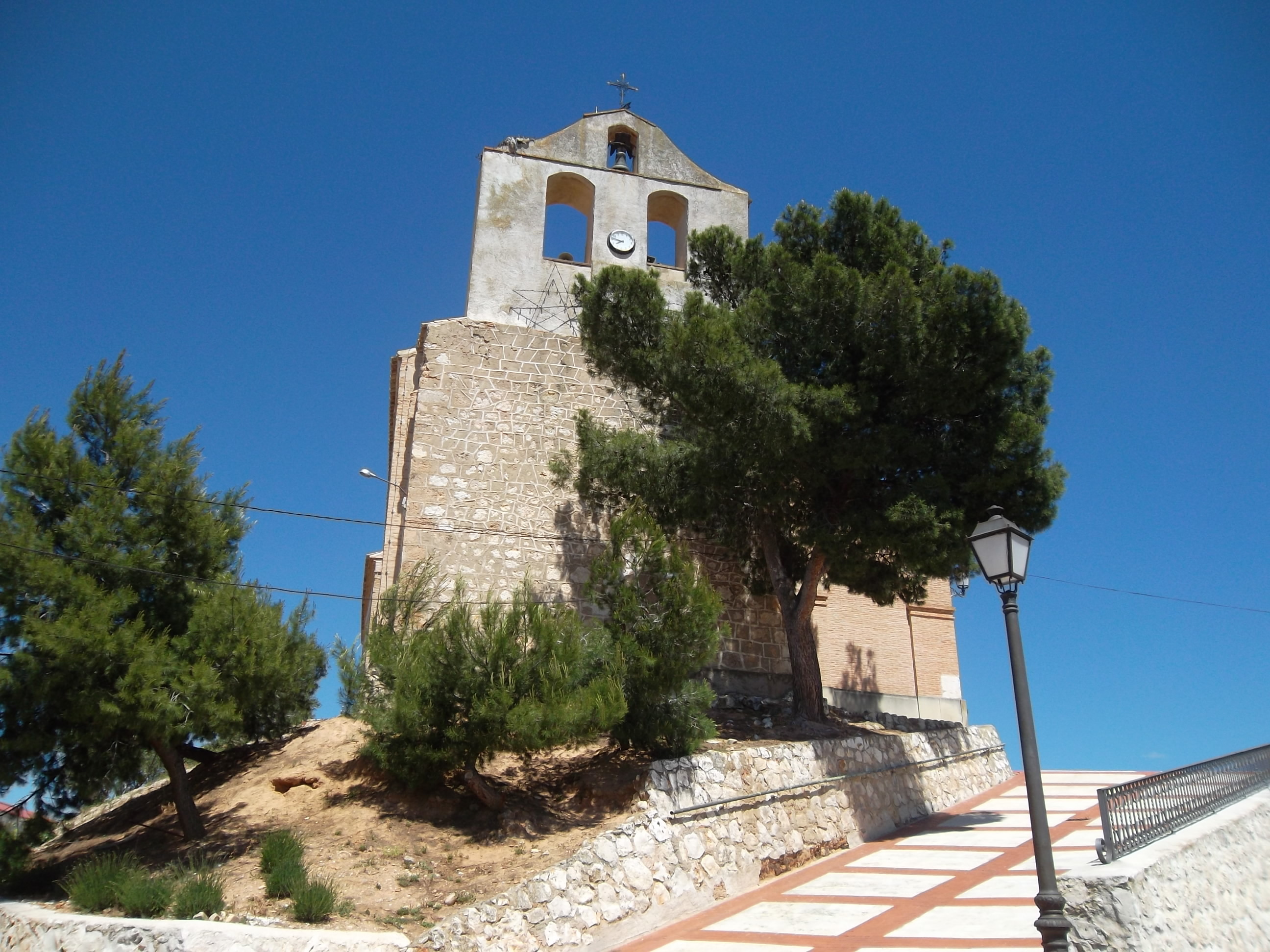
Facciata della chiesa di Tórtola de Henares

Non si conoscono le origini del paese, ma le prime vestigia scoperte nella zona circostante, vicino al fiume Henares, sono di epoca preistorica. In prossimità della chiesa parrocchiale sono state trovate monete e resti di utensili romani.
A metà dell'XI secolo, il territorio era legato alla taifa di Toledo.
Nei secoli XV e XVI appartenne alla casa reale degli Asburgo. Il re Filippo IV di Spagna vendette Tórtola de Henares al duca di Pastrana per 6.000 ducati per lega e 15.000 maravedí per paesano (in quegli anni ce n'erano 187).
Tórtola de Henares appartenne posteriormente al comune di Guadalajara, sotto il cui possesso rimase fino al XVII secolo. Dalla seconda metà del secolo il paese fu dominio di don Gaspar de la Cerda Sandoval Silva y Mendoza, fratello del duca dell'Infantado e Pastrana, don Gregorio María.
Fino agli anni quaranta del XX secolo la maggior parte delle terre agricole erano di proprietà della famiglia Moya.

## Monumenti e luoghi d'interesse

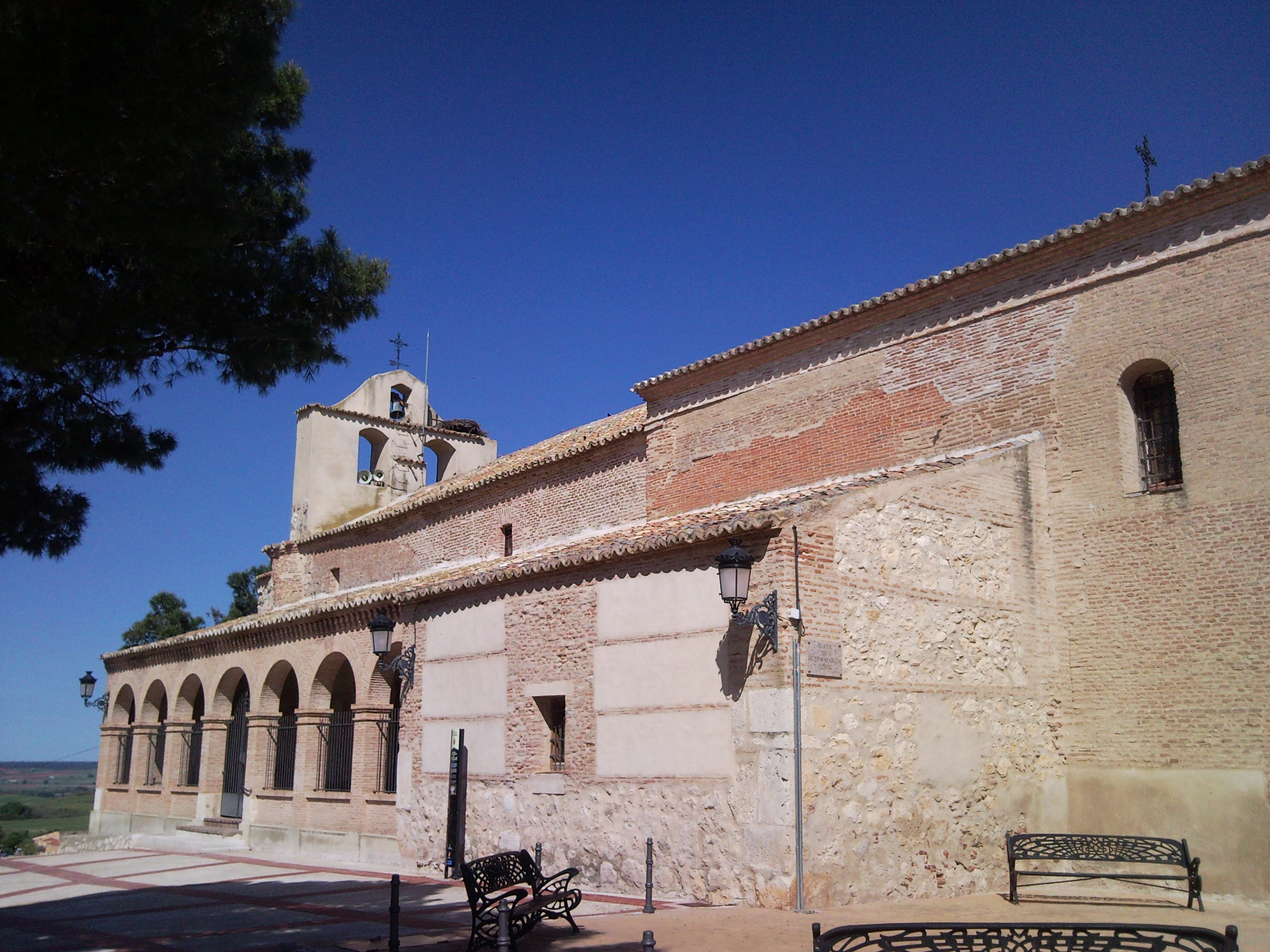
Parete laterale della chiesa di Tórtola de Henares

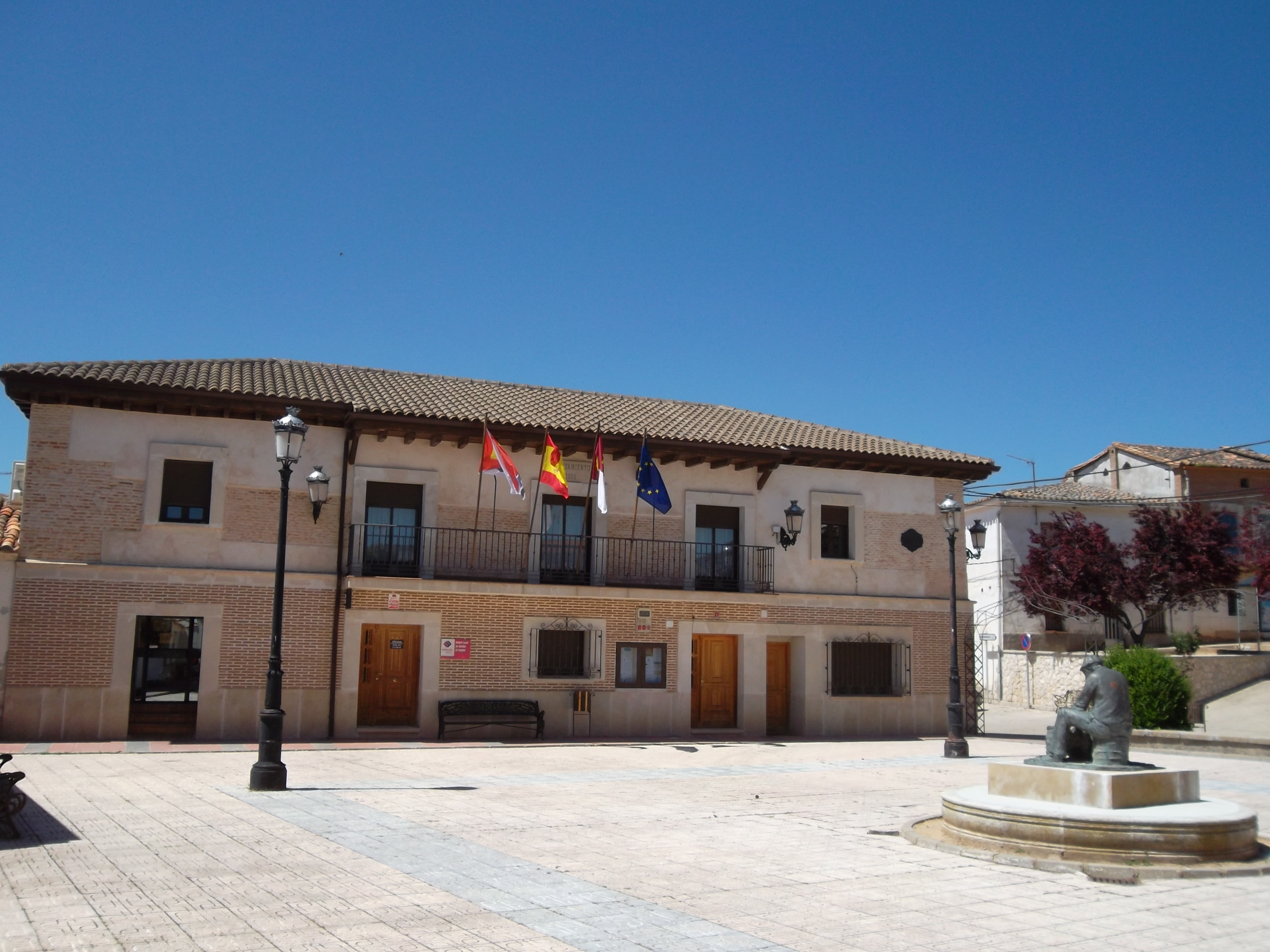
Municipio di Tórtola de Henares

L'edificio più importante del paese è la chiesa parrocchiale intitolata a Nostra Signora dell'Assunzione, del XVIII secolo, in stile neo-rinascimentale. Situata nel punto più alto del centro abitato, presenta un atrio porticato formato da archi semicircolari in mattone che costituisce una prosecuzione della sacrestia. All'interno, un muro appoggiato su un arco suddivide l'unica navata dal presbiterio. L'illuminazione naturale è garantita da finestre poste nella parte superiore dei muri perimetrali. Degne di nota sono le due statue di Santa Caterina d'Alessandria e del Cristo dei Rimedi, che vengono portate in processione durante le feste del paese. La chiesa fu in gran parte distrutta durante la guerra civile. Durante l'ultimo restauro, del 2008, fu sostituita la copertura in legno che era ormai divenuta pericolante. All'esterno, sul retro, è presente un piccolo terreno probabilmente occupato in epoca medievale dal cimitero. Sotto la chiesa esistono dei cunicoli risalenti al periodo della guerra civile.
L'edificio più antico del paese è l'eremo dedicato alla Madonna della Solitudine, risalente al XIV secolo e situato fuori dal centro abitato, al nord del paese, lungo la strada regionale CM-1003.
Un altro edificio degno di nota è la casa Moya (in stile Neomudéjar), del XIX secolo, fatta costruire dalla famiglia che ha avuto l'egemonia a livello economico fino alla metà del secolo scorso.

## Società
Il paese ha raddoppiato la sua popolazione nel giro di dieci anni, passando dai 451 abitanti del 2001 agli 896 del 2010. Dopo di che, la crescita è diminuita bruscamente e la popolazione si è stabilizzata attorno alle 1000 unità tra il 2013 e il 2018, per poi iniziare di nuovo a crescere a partire dal 2019.
dal 1842 al 2000

dal 2001 al 2020

dal 2021 al 2024

## Cultura

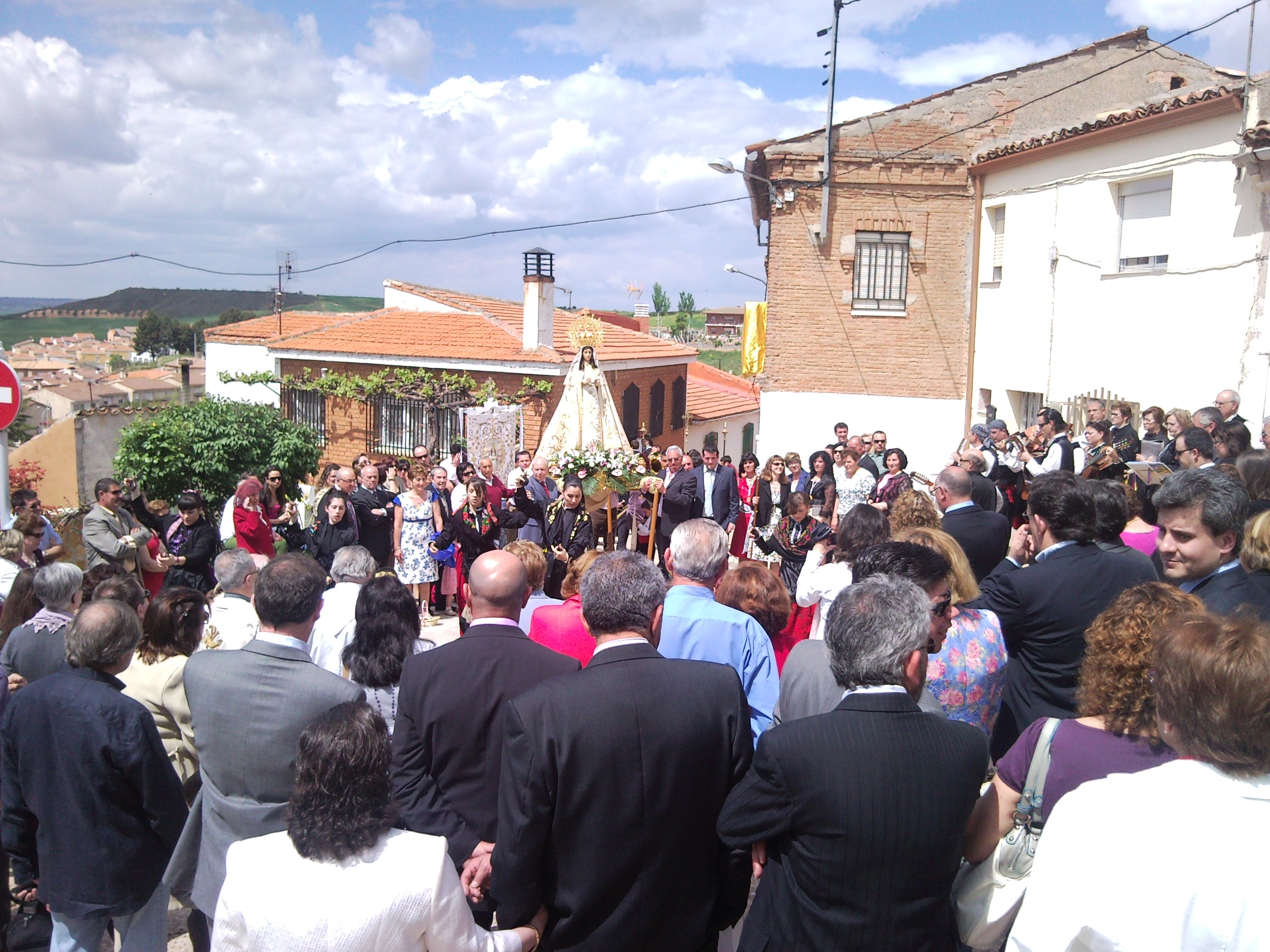
Festa della Vergine del Pendio

I momenti importanti dell'anno sono essenzialmente tre: le cosiddette feste di maggio (il 1º giorno del mese si festeggia la Vergine del Pendio e il 3º giorno il Cristo dei Rimedi); le feste estive dell'ultima settimana di agosto; la festa di santa Caterina d'Alessandria, patrona del paese, il 25 novembre.